# Réalisme offensif

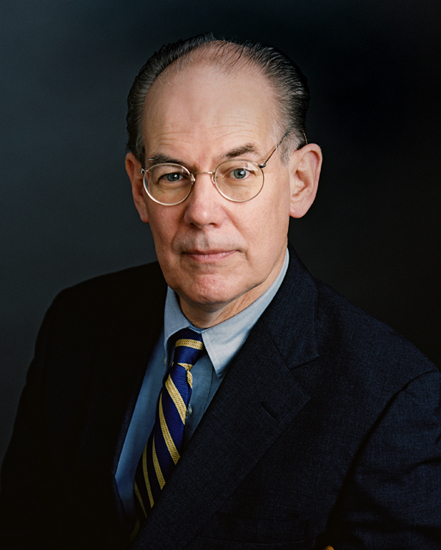
John Mearsheimer, chercheur en relations internationales. Il est considéré comme le chef de file de ce courant.

Le réalisme offensif est une théorie des relations internationales, dérivée du réalisme. Il reprend le postulat des États comme acteurs rationnels et protagonistes principaux des affaires mondiales. Selon ce courant de pensée, la condition d'anarchie internationale sur la scène mondiale incite toujours les États à l'expansion. Cela signifie que l'accent est mis sur le potentiel conflictuel du système international. Une politique expansionniste sera poursuivie si elle rapporte plus qu'elle ne coûte. Tous les États cherchent à maximiser leur puissance relative puisque seuls les plus forts sont assurés de survivre. John Mearsheimer peut être considéré comme le chef de file de ce courant.

## Principes fondamentaux

### Postulats de base
Le réalisme offensif repose sur cinq postulats de base, :
1. Le système international est anarchique car il n'y a pas d'autorité centrale au dessus des États.
2. Les États possèdent des capacités offensives et sont tous capables d’utiliser la violence et d’endommager, voire de détruire un autre État.
3. Les États ne peuvent jamais être certains des intentions des autres États.
4. La motivation principale d'un État est la survie.
5. Les États sont des acteurs rationnels. Ils prennent en compte les capacités et les stratégies des autres États et y répondent par leurs propres stratégies dans le but de survivre.

John Mearsheimer explique qu'à cause de l'anarchie du système international et donc de l’absence d’autorité centrale au-dessus des États, ceux-ci cherchent à maintenir leur intégrité territoriale et leur ordre politique interne, confrontés à d’autres Etats dotés de capacités militaires offensives et dont ils ne peuvent pas connaitre les intentions. Il en déduit donc l’idée que les États sont guidés par le désir d’acquérir de la puissance et qu’ils cherchent à maximiser dans l’espoir de dominer autrui car c’est le moyen optimal pour maximiser sa sécurité.
Cela implique de mettre sur pied des forces armées. Plus les forces armées d’un État sont puissantes, plus cet État sera capable de dissuader un agresseur potentiel et, si la dissuasion échoue, cet État sera plus apte à gagner une guerre. Si un État est incapable de construire une armée suffisamment puissante, il devient nécessaire de chercher des alliés pour compenser sa faiblesse. Ce phénomène est appelé l’équilibre des puissances,,.
Quand l'équilibre des puissances existe, la situation est relativement stable. Cependant, lorsqu’une grande puissance acquiert un avantage marqué sur les autres, un déséquilibre en faveur de l’hégémon potentiel se crée, augmentant le niveau général de méfiance, d’inquiétude et donc de compétition. En réponse, les autres États peuvent soit augmenter leurs capacités militaires, soit s'allier avec d'autres puissances afin de contrer ce potentiel hégémon.
Une puissance cherche l'hégémonie car cette position est la plus sûre car l'État hégémonique est supérieur aux autres, ce qui est plus favorable pour survivre.